# Йоан Китроски
Йоан Китроски (на средногръцки: Ἰωάννης Κίτρους, Йоанис Китрус) е византийски духовник от края на XII - началото на XIII век, епископ на Вселенската патриаршия, учен, писател и канонист.

## Биография
За епископ Йоан почти няма запазени биографически сведения. Той е съвременник на Теодор Валсамон, хартофилакс на Константинополската патриаршия и по-късно патриарх на Антиохия (1185 – 1199). В 1198 година Йоан заема епископската катедра в македонския град Китрос. В 1204 година, след разгрома на Византийската империя от кръстоносците латини от Четвъртия поход, епископ Йоан е изгонен от катедрата си.

## „Отговори на Константин Кавасила, архиепископ драчки“
Йоан е автор на съчинението „Отговори на Константин Кавасила, архиепископ Драчки“ (Ἀποκρίσεις πρὸς Κωνσταντῖνον ἀρχιεπίσκοπον Δυρραχίου τὸν Καβάσιλαν). Под това име съчинението му е издадено в Гръцката патрология и в Атинската синтагма. Първото печатно издание на това съчинение става в 1573 година в сборника на Енимундус Бонефидиус „Τοῦ ἀνατολικοῦ νομίμου βιβλία γ' / Iuris orientalis libri III“. Съчинението доста рано е преведено на църковнославянски език и влиза в ръкописната Кърмчая книга. В 1650 година съчинението е издадено като 59 глава в Йосифовската Кърмчая под названието „Отвѣты Іоанна священнѣйшаго епископа Китрошскаго къ священнѣйшему епископу Драчьскому Кавасилѣ“. За автор на това съчинение в края на XIX века е смятан не Йоан, а Димитър Хоматиан - на такова мнение е например Алексей Павлов. По-късно съчинението отново се приписва на Йоан Китроски. На отговорите на Йоан се позовава в своята „Азбучна синтагма“ Матей Властар. Мануил Малакс в своята известна църковноюридическа компилация „Номоканон“, съставена в 1562 година и широко разпространена в гръцките земи в XVII – XVIII век, включва съчинението на Йоан.
Съчинението на Йоан Китроски се използва в руската старообредческа полемика между поповците и безпоповците – например на него се позовава Иларион Кабанов в „Окръжно послании от 1862 година“. На съчинението на Йоан Китроски се позовава Арсений Уралски в книгата си „Истинност на старообредстващата йерархия против издиганите срещу нея обвинения“.